# Rhipsalideae
Rhipsalideae es una tribu perteneciente a la familia Cactaceae en la subfamilia Cactoideae. 

## Descripción
Las Rhipsalideae son epífitas o litofitas, generalmente colgantes, raramente enredaderas o arbustos. El tallo es segmentado, redondeado o plano, las areolas están hundidas. Las pequeñas flores nacen en las partes laterales de la planta, son diurnas, pero también permanecen abiertas por la noche. Los frutos, por lo general de pequeñas bayas, son carnosas.

## Distribución
Las plantas de esta tribu son originarias principalmente de las regiones orientales de  América del Sur . Algunas especies también se encuentran en el centro y norte de América . Una especie,  Rhipsalis baccifera , también está presente en el Viejo Mundo .

## Géneros
Tiene los siguientes géneros: 
- Hatiora - 8 especies aceptadas
- Lepismium - 8 especies aceptadas
- Rhipsalis - 52 especies aceptadas
- Schlumbergera - 7 especies aceptadas[1]